# 1951
1951 (MCMLI) je bilo navadno leto, ki se je po gregorijanskem koledarju začelo na ponedeljek.

## Dogodki
- 9. januar - v New Yorku je uradno odprt sedež Organizacije združenih narodov.
- 15. januar - Ilse Kohler ali »Čarovnica iz Buchenwalda«, žena komandanta koncentracijskega taborišča Buchenwald, je na zahodnonemškem sodišču obsojena na dosmrtno ječo.
- 5. april - Julius in Ethel Rosenberg sta pred ameriškim sodiščem spoznana za kriva izdajanja skrivnosti o ameriškem jedrskem programu Sovjetski zvezi in obsojena na smrt.
- 18. april - s podpisom pogodbe v Parizu je ustanovljena Evropska skupnost za premog in jeklo, predhodnica današnje Evropske unije.
- 22. april - nekdanji slovenski skavti in gozdovniki ustanovijo Združenje tabornikov Slovenije, kasneje preimenovano v Zvezo tabornikov Slovenije.
- 23. maj - Ljudska republika Kitajska zasede Tibet.
- 14. junij - v uporabo je predan UNIVAC I, prvi komercialni računalnik.
- 16. julij - Leopold III. Belgijski odstopi v korist svojega sina Baudouina.
- 20. julij - med petkovo molitvijo v Jeruzalemu je v napadu palestinskih skrajnežev ubit jordanski vladar Abdulah Ibn Husein.
- 12. avgust - prvič izide roman Varuh v rži pisatelja J. D. Salingerja.
- 20. september - Grčija in Turčija postaneta članici zveze NATO.
- 27. september - ustanovljen je Slovenski oktet.
- 26. oktober - Winston Churchill je ponovno izvoljen za ministrskega predsednika Združenega kraljestva.
- 16. november - ustanovljeno je Društvo za Združene narode za Slovenijo.
- 20. december - delovati prične EBR-I, prvi poskusni jedrski reaktor.
- 24. december - Libija postane neodvisna država.
- 31. december - konec veljavnosti Marshallovega načrta.

## Rojstva
- 24. januar - Per Lundqvist, švedski hokejist
- 30. januar - Phil Collins, britanski glasbenik in producent
- 20. februar - Gordon Brown, britanski politik
- 24. marec - Valerij Hodemčuk, sovjetski inženir, prva žrtev černobilske nesreče († 1986)
- 26. marec - Carl Wieman, ameriški fizik, nobelovec
- 19. april - Japec Jakopin, slovenski ladijski oblikovalec
- 15. maj - Frank Anthony Wilczek, ameriški fizik, nobelovec
- 23. maj - Anatolij Karpov, ruski šahovski velemojster
- 26. maj - Sally Kristen Ride, ameriška astronavtka († 2012)
- 1. junij - Zvonko Kovač, hrvaški slovenist in literarni zgodovinar
- 7. junij - Bogomil Ferfila, slovenski ekonomist, politolog, univerzitetni profesor, potopisec in publicist
- 13. junij - Hanzi Artač, slovenski skladatelj in glasbenik
- 31. julij - Vjekoslav Šutej, hrvaški dirigent († 2009)
- 19. avgust - John Deacon, angleški glasbenik
- 24. avgust - Orson Scott Card, ameriški pisatelj
- 26. avgust - Edward Witten, ameriški matematik in fizik
- 7. september - Chrissie Hynde, ameriška pevka, kitaristka, glasbenica
- 15. september - Lev Kreft, slovenski filozof, sociolog in politik
- 22. september - David Coverdale, angleški rock glasbenik
- 25. september - Pedro Almodóvar, španski filmski režiser, scenarist in producent
- 2. oktober - Sting, angleški glasbenik
- 21. oktober - Janez Hvale, slovenski glasbenik, skladatelj in besedilopisec († 2021)
- 15. november - Jožica Avbelj, slovenska igralka
- 25. november - Mitja Gaspari, slovenski ekonomist in politik
- 26. november - Ilona Staller, madžarsko-italijanska porno zvezda in političarka
- 30. november - Ladislav Lipič, slovenski generalmajor

## Smrti
- 7. januar - René Guénon, francoski islamski teozof (* 1886)
- 10. januar - Sinclair Lewis, ameriški pisatelj, nobelovec (* 1885)
- 25. januar - Sergej Ivanovič Vavilov, ruski fizik (* 1891)
- 11. marec - Janoš Županek, slovenski pisatelj na Madžarskem (* 1861)
- 29. april - Ludwig Wittgenstein, avstrijsko-angleški filozof (* 1889)
- 20. julij - Abdulah Ibn Husein, jordanski vladar (* 1882)
- 23. julij - Philippe Pétain, francoski maršal in vojaški general (* 1856)
- 8. avgust - Charles Hitchcock Adams, ameriški ljubiteljski astronom (* 1868)
- 17. avgust - Josip Macarol, slovenski slikar (* 1871)
- 4. september - Louis Adamič, slovensko-ameriški pisatelj, prevajalec (* 1898)
- 6. oktober - Otto Fritz Meyerhof, nemško-ameriški biokemik (* 1884)
- 29. oktober - Robert Grant Aitken, ameriški astronom (* 1864)
- 1. november - Josip Čerin, slovenski glasbenik, dirigent in muzikolog (* 1867)
- 30. november - Ana Lebar, slovenska pedagoška pisateljica (* 1887)

## Nobelove nagrade
- Fizika - John Cockcroft, Ernest Walton
- Kemija - Edwin McMillan, Glenn Theodore Seaborg
- Fiziologija ali medicina - Max Theiler
- Književnost - Pär Lagerkvist
- Mir - Léon Jouhaux